# Mimallygus
Mimallygus är ett släkte av insekter. Mimallygus ingår i familjen dvärgstritar.
Kladogram enligt Catalogue of Life:
| Mimallygus | \| \| Mimallygus lacteinervis \| \| \| \| \| \| Mimallygus saracinus \| \| \| \| |
|            | \| \| Mimallygus lacteinervis \| \| \| \| \| \| Mimallygus saracinus \| \| \| \| |
|            | Mimallygus lacteinervis                                                          |
|            |                                                                                  |
|            | Mimallygus saracinus                                                             |
|            |                                                                                  |